# 1 500 mètres féminin aux championnats du monde d'athlétisme 2003
Navigation
Edmonton 2001 Helsinki 2005
L'épreuve du 1 500 mètres féminin des championnats du monde d'athlétisme 2003 s'est déroulée du 27 au 31 août 2003 au Stade de France à Saint-Denis, en France. Elle est remportée par la Russe Tatyana Tomashova.

## Résultats

### Finale
| Rang               | Athlète              | Pays        | Temps         | Notes |
| ------------------ | -------------------- | ----------- | ------------- | ----- |
| Médaille d'or      | Tatyana Tomashova    | Russie      | 3 min 58 s 52 | CR    |
| Médaille d'argent  | Süreyya Ayhan        | Turquie     | 3 min 59 s 04 |       |
| Médaille de bronze | Hayley Tullett       | Royaume-Uni | 3 min 59 s 95 | PB    |
| 4                  | Yekaterina Rozenberg | Russie      | 4 min 00 s 59 |       |
| 5                  | Jackline Maranga     | Kenya       | 4 min 01 s 64 | SB    |
| 6                  | Naomi Mugo           | Kenya       | 4 min 02 s 33 | SB    |
| 7                  | Daniela Yordanova    | Bulgarie    | 4 min 02 s 34 | SB    |
| 8                  | Yelena Zadorozhnaya  | Russie      | 4 min 02 s 46 |       |
| 9                  | Maria Cioncan        | Roumanie    | 4 min 02 s 80 | SB    |
| 10                 | Joanne Pavey         | Royaume-Uni | 4 min 03 s 03 |       |
| 11                 | Nelya Neporadna (en) | Ukraine     | 4 min 04 s 44 |       |
| 12                 | Jolanda Čeplak       | Slovénie    | 4 min 14 s 18 |       |

## Légende
Records et Performances
- AR : Record continental (area record)
- CR : Record des championnats (championship record)
- MR : Record du meeting (meet record)
- NR : Record national (national record)
- OR : Record olympique (olympic record)
- PR : Record paralympique (paralympic record)
- PB : Record personnel (personal best)
- SB : Meilleure performance personnelle de la saison (season's best)
- WL : Meilleure performance mondiale de l'année (world leader)
- WJR : Record du monde junior (world junior record)
- WR : Record du monde (world record)

Circonstances et Conditions
- DNF : N'a pas terminé (did not finish)
- DNS : N'a pas pris le départ (did not start)
- DQ : Disqualification (disqualification)
- NM : Aucun essai valable enregistré (No Mark)
- Q : Qualifié « directement » au prochain tour (ou à la prochaine compétition), lors d'une compétition majeure, grâce au classement ou à la réalisation des minima (automatic qualifier)
- q : Qualifié au prochain tour (ou à la prochaine compétition), lors d'une compétition majeure, grâce au repêchage ou à la réalisation de l'une des meilleures performances parmi celles des « non qualifiés directement » (grâce au meilleur temps ou à la meilleure distance par exemple) (secondary qualifier)